# Apel (Südafrika)
Apel, auch Seteneng, ist eine Stadt in der südafrikanischen Provinz Limpopo. Sie ist Verwaltungssitz der Local Municipality Fetakgomo/Greater Tubatse im Distrikt Sekhukhune.

## Geographie
2011 hatte Apel unter der Bezeichnung Seteneng 1033 Einwohner (Volkszählung 2011). Um Apel liegen die Orte Mooiplaas, Sesesehu und Ga-Nkoana.
Der Ort liegt nahe der Mündung des Mohlaletsi in den Lepelle. Der Lepelle bildet hier die Grenze zum Distrikt Capricorn.
Die meisten Einwohner sprechen als erste Sprache Sepedi.

## Geschichte
Apel lag im Homeland Lebowa, das 1994 aufgelöst wurde.

## Wirtschaft und Verkehr
Rund 17 Kilometer nördlich von Apel verläuft in Ost-West-Richtung die R37, die unter anderem Lebowakgomo und Burgersfort verbindet.